# Adrian Belew
Robert Steven „Adrian“ Belew (* 23. Dezember 1949 in Covington, Kentucky, USA) ist ein US-amerikanischer Gitarrist und Komponist.
Belew ist vor allem durch die Progressive-Rock-Band King Crimson bekannt, bei der er von 1981 bis 2013 Sänger und Gitarrist war. Vorher spielte Belew unter anderem bei Frank Zappa, Caifanes, den Talking Heads und David Bowie. Seit 1987 ist Belew festes Mitglied der Band The Bears. Der Song Oh Daddy, den er als Duett mit seiner Tochter Audie sang, gelangte 1989 in die US-Single-Charts. Belew arbeitete als Produzent oder Gastmusiker unter anderem mit Paul Simon, Mike Oldfield, Jean Michel Jarre, Nine Inch Nails, Laurie Anderson – deren handbemalte Gitarre er zuweilen spielte – und Porcupine Tree.

## Musikkarriere
Frank Zappa lud Belew 1977 während dessen Auftritt als Sänger und Gitarrist in einem Musikclub in Nashville zum Vorspielen ein. Belew begleitete Zappa bis zum Abschluss seiner USA-Tour 1978. Direkt im Anschluss wurde er von David Bowie, der Belew bei einem Konzert dieser Tour kennenlernte, für eine Konzerttournee und Studioaufnahmen engagiert. Belew spielt auf den Alben Stage und Lodger Gitarre. Über Robert Fripp lernte Belew den Produzenten Brian Eno kennen, der ihn engagierte, für das Album Remain in Light der Talking Heads Gitarre einzuspielen. Er ist auf mehreren Titeln dieses Albums bei Gitarrensolos zu hören und begleitete die Talking Heads auf ihrer Konzerttournee.
1981 wurde Belew von Robert Fripp angeboten, bei der Nachfolge von dessen Band King Crimson zweite Gitarre zu spielen. Obwohl Belew zur gleichen Zeit angeboten wurde, bei den bekannten und erfolgreichen Talking Heads die Lead-Gitarre zu übernehmen und damit Gründungsmitglied David Byrne zu ersetzen, entschied er sich für das neue Projekt, das letztlich weiter unter dem bekannten Namen King Crimson geführt wurde. Belew wurde im April 1981 Mitglied und blieb dies neben all seinen anderen musikalischen Projekten 32 Jahre lang, bis 2013.
2017 gründete Belew mit dem Level-42-Bassisten Mark King und dem Police-Schlagzeuger Stewart Copeland eine neue Band namens Gizmodrome.

## Diskografie

### Alben
- 1982: Lone Rhino
- 1983: Twang Bar King
- 1986: Desire Caught by the Tail
- 1989: Mr. Music Head
- 1990: Young Lions
- 1992: Inner Revolution
- 1993: The Acoustic Adrian Belew
- 1994: Here
- 1995: Guitar as Orchestra (The Experimental Guitar Series – Volume 1)
- 1996: Op Zop Too Wah
- 1998: Belewprints: The Acoustic Adrian Belew Volume Two
- 1999: Salad Days
- 2003: Raven Songs 101 (mit Kevin Max)
- 2004: Side One
- 2005: Side Two
- 2005: Habitat (mit Man on Fire)
- 2006: Side Three
- 2008: Side Four (Live)
- 2009: E
- 2011: E for Orchestra
- 2015: Live at Rockpalast

### Kompilationen
- 1991: Desire of the Rhino King
- 1999: Coming Attractions

### Singles
- 1982: Big Electric Cat / The Lone Rhinoceros
- 1987: Joan Miro’s Procession Through the Insides of a Purple Antelope Across a Sea of Tuna Fish
- 1989: One Glance Is Holy (Mike Oldfield mit Adrian Belew)
- 1989: Oh Daddy
- 1990: Pretty Pink Rose (feat. David Bowie)
- 1990: Not Alone Anymore
- 1990: A Little Adrian
- 1994: Never Enough
- 1996: Op Zop Too Wah Radio Sampler (EP)